# Мурени (Муреш)
Мурени (рум. Mureni) насеље је у Румунији у округу Муреш у општини Ванатори. Oпштина се налази на надморској висини од 392 m.

## Становништво
Према подацима из 2002. године у насељу је живело 379 становника.

### Попис2002.
| Расподела становништва по националности 2002.‍ | Расподела становништва по националности 2002.‍ | Расподела становништва по националности 2002.‍ | Расподела становништва по националности 2002.‍ | Расподела становништва по националности 2002.‍ |
| --------------------------------------------- | --------------------------------------------- | --------------------------------------------- | --------------------------------------------- | --------------------------------------------- |
|                                               |                                               |                                               |                                               |                                               |
| Румуни                                        | Румуни                                        |                                               | 47                                            | 12,4%                                         |
| Мађари                                        | Мађари                                        |                                               | 326                                           | 86,0%                                         |
| Роми                                          | Роми                                          |                                               | 6                                             | 1,6%                                          |